# (15504) 1999 RG33
(15504) 1999 RG33 est une planète mineure  découvert en 1999 faisant partie des damocloïdes.

## Description
(15504) 1999 RG33 a été découvert le 4 septembre 1999 à la Station Catalina, un observatoire astronomique situé dans les Monts Santa Catalina à environ 29 kilomètres au nord-est de Tucson dans l'Arizona, par le projet Catalina Sky Survey.

### Caractéristiques orbitales
L'orbite de cet objet est caractérisée par un demi-grand axe de 9,39 UA, un périhélie de 2,13 UA, une excentricité de 0,77 et une inclinaison de 34,89° par rapport à l'écliptique. Du fait de ces caractéristiques, à savoir un demi-grand axe compris entre 5,5 et 30,1 UA, évoluant entre les orbites de Jupiter et Neptune, il avait été classé, selon la JPL Small-Body Database, comme centaure contrairement à Johnston.

### Caractéristiques physiques
(15504) 1999 RG33 a une magnitude absolue (H) de 12,1 et un albédo estimé à 0,050.